# Державний архів Харківської області
Державний архів Харківської області

## Адреса
- 61003 Україна, Харків, проспект Героїв Харкова, 7 (корпус 1)
- 61003 Україна, Харків, вул. Мироносицька, 41 (корпус 2)

## Історія
У 1880 році члени Історико-філологічного товариства Харківського університету заснували Харківський історичний архів. У 1920 році його перетворено у Центральний історичний архів при Харківській губнаросвіті. З 7 лютого 1920 року Всеукрревком підпорядкував Харківський історичний архів. У 1926 році створено Харківський крайовий історичний архів, де зосередилися фонди Центрального історичного архіву. З 1932 р. його перейменовано на Харківський обласний історичний архів. З 1941 р. — Державний архів Харківської області. Державний архів Харківської області перейменовано на Харківський обласний державний архів. З 7 серпня 1980 року архів отримав сучасну назву «Державний архів Харківської області».

## Обсяг фондів і документів станом на 01.01.2012 року
- Документи дорадянського періоду
- Фонди офіційного походження — 609, одиниць зберігання — 610475
- Особові фонди — 11, одиниць зберігання — 271

- Документи радянського періоду та періоду незалежності

- Фонди офіційного походження — 4048, одиниць зберігання — 1723925
- Особові фонди — 40, одиниць зберігання — 6056

- Аудіовізуальні документи
- Фотодокументи — 35722 од. обл.
- Фонодокументи — 1372 од.зб./1317 од.обл.
- Кінодокументи — 912 од.зб./4686 од.обл.
- Відеодокументи — 90 од.зб./608 од.обл.
- До унікальних документів внесено 3 документи в 3-х од.зб.

- Науково-довідкова бібліотека налічує 36974  книг і брошур. Бібліотека зберігає книги, брошури, річні комплекти журналів, підшивки газет. Серед них довідкові видання: енциклопедії, словники, довідники, зокрема з адміністративно-територіального поділу Харківської губернії, округу, області, путівники по державних архівах, краєзнавча література.